# Raipur Rani
Raipur Rani fou un estat tributari protegit de l'Índia, format per 84 pobles i situat al districte de Panchkula a Haryana. Fou fundat el 1420 per Rao Rai Singh, un dels fills de Rana Har Rai, un rajput chauhan vingut d'Ajmer. Els seus darrers governants, que portaven el títol de rao, foren: 
- Natha Singh
- Kishen Singh
- Basant Singh
- Baldeo Singh, segle XX
- Prithi Singh (+1993)